# اسوتلانا گروزدووا
اسوتلانا گروزدووا (به انگلیسی: Svetlana Grozdova) ژیمناست زادهٔ ۲۹ ژانویهٔ ۱۹۵۹ میلادی اهل کشور شوروی است.